# Kara Bajema
Kara Jane Bajema (Bellingham, 24 marzo 1998) è una pallavolista statunitense, schiacciatrice del Göztepe.

## Carriera

### Club
La carriera di Kara Bajema inizia nei tornei scolastici del Washington, con la Lynden Christian; parallelamente gioca anche a livello di club, prima con la Puget Sound e poi con la Washington Academy. Dopo il diploma gioca a livello universitario, partecipando alla NCAA Division I con la Washington dal 2016 al 2019, collezionando qualche premio individuale, pur non andando mai oltre le finali regionali.
Nella stagione 2020-21 firma il suo primo contratto professionistico nella Serie A1 italiana, con il Casalmaggiore, mentre nella stagione seguente approda al club polacco del Developres Rzeszów, impegnato in Liga Siatkówki Kobiet, con cui vince la Supercoppa e la Coppa di Polonia, venendo premiata, in quest'ultimo torneo, come MVP. Nel campionato 2022-23 approda in Turchia, disputando la Sultanlar Ligi con il VakıfBank, conquistando la coppa nazionale e la Champions League, mentre nel campionato seguente ritorna in Serie A1 per difendere i colori della Pro Victoria; conclusi gli impegni con le lombarde, partecipa alla Proliga 2024, in Indonesia, con il Jakarta BIN. 
Torna nella massima divisione italiana già nell'annata 2024-25, ingaggiata però dalla Savino Del Bene, mentre in quella successiva rientra nel massimo campionato turco, questa volta indossando la casacca del Göztepe.

### Nazionale
Nel 2019 fa parte della selezione universitaria impegnata alle XXX Universiade.
Fa il suo esordio in nazionale maggiore in occasione del campionato nordamericano 2021, dove si classifica al quarto posto.

## Palmarès

### Club
- Coppa di Polonia: 1

2021-22
- Coppa di Turchia: 1

2022-23
- Supercoppa polacca: 1

2021
- CEV Champions League: 1

2022-23

### Premi individuali
- 2018 - All-America Third Team
- 2018 - NCAA Division I: Stanford Regional All-Tournament Team
- 2019 - All-America First Team
- 2019 - NCAA Division I: Waco Regional All-Tournament Team
- 2022 - Coppa di Polonia: MVP